# أوليفر مولتون هايد
أوليفر مولتون هايد هو شخصية أعمال وسياسي أمريكي، ولد في 10 مارس 1804 في مقاطعة روتلاند في الولايات المتحدة، وتوفي في 28 يونيو 1870 في ديترويت في الولايات المتحدة. نشط حزبياً في الحزب الجمهوري وحزب اليمين.